# Bataillon colonial sibérien
Le bataillon colonial sibérien (BCS) est une unité militaire française engagée dans l'intervention alliée en Sibérie pendant la guerre civile russe.

## Formation
Le bataillon est formé le 14 juillet 1918 à partir de :
- la 1re et la 8e compagnie du 9e régiment d'infanterie coloniale, embarquées en Indochine ;
- une compagnie du 3e régiment de zouaves, embarquée au Tonkin ;
- un détachement serbe (19 hommes) embarqué à Shanghai ;
- la 1re et la 11e compagnie du 16e régiment d'infanterie coloniale de Tianjin.

Outre les éléments serbes, le bataillon compte, parmi ses 1 140 militaires, 277 tirailleurs indochinois, servant majoritairement à la 2e compagnie du BCS. Les zouaves sont des Alsaciens et Lorrains de l'Armée allemande faits prisonniers par les Français.

## Historique
Le bataillon embarque à destination de Shangaï le 24 juillet 1918 à bord du paquebot André-Lebon ; un détachement serbe les rejoint. Il débarque à Vladivostok le 9 août 1918.  
Les troupes de différentes nationalités (françaises, tchèques, polonaises, serbes et britanniques, ainsi que des Cosaques de l'ataman Kalmikoff) sont engagées contre les Bolcheviks, sous le commandement suprême des Japonais. Le 23 août, le bataillon est opposé à une violente attaque des soviétiques autour de Doukoskoïe, qu'il repousse grâce à l'arrivée de renforts japonais. À cause des combats et des maladies, il déplore au bout de dix jours deux tués, dix-neuf blessés et un disparu.
Le bataillon part vers l’ouest, en suivant la ligne du transsibérien ; il atteint Novonikolaïevsk le 11 novembre 1918, alors que l'armistice est signée à Rethondes. Après avoir atteint l'Oural, les Français commencent à retraiter à partir de Noël 1918. Une partie des troupes rembarque pour Tiensin le 19 février 1919, tandis que d'autres demeurent à Vladivostock jusqu'au 14 février 1920.
Le bataillon est dissout à Tianjin le 4 mars 1920.
Le BCS est cité à l'ordre de l'armée et reçoit la croix de guerre le 18 octobre 1918.

## Chefs de corps
- juillet 1918 - novembre 1919 : commandant Mallet[1]
- novembre 1919 - mars 1920 : capitaine Madaule[1]

### Dans la fiction
Le bataillon est au cœur du roman Les Vents Noirs, d'Arnaud de La Grange.
Parmi les intervenants français en Sibérie : Joseph Kessel.

Article
- Thierry Battmann & Maël Battmann, "Une campagne de Russie oubliée : le Bataillon Colonial Sibérien, 1918-1920", Militaria, n°468, 2024.

### Témoignage
- Étienne Loubet, « Ma campagne de Sibérie », Récits insolites, Carcassonne, FAOL « La Mémoire de 14-18 en Languedoc », no 8,‎ 1984, p. 51-66[8]